# منية مازيغ
منية مازيغ (ولدت في 1970) هي سياسية و أستاذة جامعية تونسية-كندية. عرفت بجهودها لإطلاق سراح زوجها ماهر عرار الذي كان معتقلا في سوريا بتهمة الإرهاب.

## النشأة
ولدت منية مازيغ في 1970 في الجمهورية التونسية وهاجرت إلى كندا في 1991. حصلت على الدكتوراة في الاقتصاد المالي من جامعة مكغيل.

## النشاط
في 2011 دعمت السفينة الكندية التي هي جزء من أسطول الحرية 2 الذي اتجه لفك الحصار عن غزة.

## الحياة الشخصية
منية عرار متزوجة من مهندس الاتصالات الكندي و المعتقل السابق ماهر عرار ولديها ولدان براء وهود.